# Yahoo!ブックストア
Yahoo!ブックストア（ヤフー!ブックストア）は、LINEヤフー（Yahoo! JAPAN）が運営する電子書籍の販売サイト。2003年9月3日にコミックス専門の「Yahoo!コミック」として開設され、2011年11月2日にリニューアルしコミックス以外の書籍も扱う総合電子書籍ストアとなった。2020年現在、ヤフー株式会社が株式会社イーブックイニシアティブジャパンと協力して運営している。

## 概要
当初のYahoo!コミックでは、購入したコンテンツの閲覧にWindows PCとInternet Explorer 5以降が必要で、ビューアーのプラグインは初回起動時に自動でインストールされた。2008年3月まで使用されていたビューアー（DOR）はMozilla系ブラウザの拡張機能・IE Tabにも対応していたが、同年4月のバージョンアップにより非対応となった。このときのビューアーには、韓国の企業PacketMediaのToonsXという技術を使っており、コピー不可及びパソコン側に保存できないようになっていた。
2011年11月にリニューアルしたYahoo!ブックストアでは、電子書籍のファイル形式としてEPUBを新たに採用し、ダウンロード販売を開始した。プラグインの導入なしにウェブブラウザだけで読めるビューアーやiOS/Android用のアプリが用意されている。2013年5月にスマートフォン／タブレットアプリ限定で手塚治虫の漫画「火の鳥」「ブラック・ジャック」「ブッダ」、同年6月に本宮ひろ志の漫画「サラリーマン金太郎」の全巻無料キャンペーンを実施した。こうした無料のキャンペーンは端末の種類に関わらず、よく行われている。
2012年7月のリニューアルでは、ボイジャーのBinBライブラリを採用し、Yahoo! JAPAN IDによる認証で購入したコンテンツを複数の閲覧環境（HTML5対応のブラウザ搭載の端末）で使えるようになった。
また、2014年2月よりパピレスが運営する電子貸本Renta!との相互サービス連携を開始した。どちらかをユーザー登録していれば、もう一方のサービスも受けられる。
2019年春、「ebookjapan」に統合される形でサービス終了。

## 無料マガジン
2007年1月、前年4月に創刊し10月に休刊した『月刊少年ブラッド』（ソフトバンククリエイティブ）及び同誌の公式サイト『Web★ブラッド』を統合したウェブコミック誌『FlexComixブラッド』の新装刊に伴いオープン。以後、複数の出版社が紙媒体からの移行や紙媒体と並行する形でウェブコミック誌の配信を行っている。また既存作品の試し読みといった販促も行っている。対応ブラウザは電子書籍と同様の条件。
更新は毎日作品単位で行われ、掲載期間も作品により異なる（第1話は原則、期限が設けられていない）。

### 配信中の主な無料ウェブコミック誌
- 週刊プレイボーイ web comic（集英社）
  - キン肉マン
  - たいようのマキバオーW
- WEBコミックぜにょん（ノース・スターズ・ピクチャーズ）
  - 北斗の拳 イチゴ味
  - ワカコ酒
- NextComicファースト（宙出版）※『ネクストF』に改名
- 【日刊】ご近所の悪いうわさ（宙出版）
- Manga Samurai Style（学研パブリッシング）
- FLASH Wings（新書館）
- ウンポコWEB（新書館）
- EDEN（マッグガーデン）
- スマイルEDEN（マッグガーデン）
- ハーレクイン（ハーレクイン社・ソフトバンククリエイティブ）
- ルチルSWEET（幻冬舎コミックス）
- くらげバンチ（新潮社）
- BE・LOVE子育て＆カルチャーコミックセレクション（講談社）
- おりおん☆無料マガジン（ゴマブックス）

### 配信を終了した主な無料ウェブコミック誌
- マンガ王+YA!（Bbmfマガジン）
- デジキス『ストーリー311』（講談社）
- ホラー&ファンタジー倶楽部（朝日新聞出版）
- FlexComixネクスト（フレックスコミックス）※『COMIC メテオ』へ吸収
- FlexComixブラッド（フレックスコミックス）※『COMIC メテオ』へ吸収
- FlexComixフレア（フレックスコミックス）※一部連載を除き『COMIC ポラリス』へ吸収
- IKKI（小学館）
- GENZO EX.（幻冬舎コミックス）
- 近代麻雀/近代麻雀オリジナル（竹書房）
- コミックエッセイ劇場（メディアファクトリー）
- コミック三国志マガジン（メディアファクトリー）
- コミックヒストリア（メディアファクトリー）
- デジタル漫画アクション（双葉社）
- JOURすてきな主婦たち（双葉社）
- コミック・ガンボ（デジマ）
- The Archive Selection of GOLGO13（リイド社）
- 少年ファング（リイド社）
- エイジプレミアム（KADOKAWA/富士見書房）
- ヒーロークロスライン（講談社『月刊マガジンZ』編集部・Yahoo!コミック共同企画）
- マガジンZWeb ZOO（講談社）
- Yahoo! JAPAN週刊特集コミックセレクション（講談社）

## スマートフォン端末での日替わり無料連載
2013年9月より2014年5月まで、スマートフォン及びタブレット版のYahoo! Japanトップページにて、毎日0時更新、各回3日間限定で無料コミック配信を開始していた。2014年5月からは、Yahoo!スマートフォン版＆タブレット版公式アプリのトップページとYahoo!ブックストア内無料コーナーにて、毎日0時更新、各回3日間限定で無料コミック配信している。

### 日替わり無料連載の主な作品
- るろうに剣心 -明治剣客浪漫譚-（集英社）2013年9月
- ジョジョの奇妙な冒険（集英社）2013年11月
- DEATH NOTE（集英社）2013年11月
- 花より男子（集英社）2013年11月
- 進撃の巨人（講談社）2013年12月
- 鋼の錬金術師（スクウェア・エニックス）2013年12月-2014年1月
- 沈黙の艦隊（講談社）2013年12月-2014年1月
- 花ざかりの君たちへ（白泉社）2013年12月-2014年1月
- GIANT KILLING（講談社）2014年1月-2月
- ごくせん（集英社）2014年2月
- 銀の匙（小学館）2014年2月-3月
- 赤ちゃんと僕（白泉社）2014年2月-3月
- 弱虫ペダル（秋田書店）2014年2月-3月
- ドラゴンボール（集英社）カラー版魔人ブウ編 2014年3月-4月、2014年5月-
- のだめカンタービレ（講談社）2014年3月-5月
- 北斗の拳（ノース・スターズ・ピクチャーズ）2014年3月-5月
- 名探偵コナン（小学館）2014年4月-5月
- ぼくの地球を守って（白泉社）2014年5月-
- あした天気になあれ（ちばてつやプロダクション）2014年5月-
- まおゆう魔王勇者（角川書店）2014年5月-
- 死がふたりを分かつまで（スクウェア・エニックス）2014年5月-
- 桜蘭高校ホスト部（白泉社）2014年5月-
- ちはやふる（講談社）2014年5月-
- L♥DK（講談社）2014年5月-
- 好きっていいなよ。（講談社）2014年5月-

## 出版社による定額制サービス
少女漫画を配信する定額制のサービスとして講談社がYahoo!ブックストア上で女子コミ!を2014年6月5日より利用開始した。料金は月額324円で、Yahoo!プレミアム会員は無料。この女子コミ!は2018年4月30日までで新規の販売は終了して、サービスの方も2018年5月31日に提供を終了した。